# Verbascum patris
Verbascum patris är en flenörtsväxtart som först beskrevs av Eugen Iwanowitsch Bordzilowski, och fick sitt nu gällande namn av Eugen Iwanowitsch Bordzilowski. Verbascum patris ingår i släktet kungsljus, och familjen flenörtsväxter. Inga underarter finns listade i Catalogue of Life.